# 亚细亚旷世奇才
亚细亚旷世奇才（2006年—），本名赵子彧，是中华人民共和国的说唱歌手，来自吉林省长春市。其创作的歌曲有《莫愁乡》。

## 生平
赵子彧2生于吉林省长春市。早年生活中曾经历自卑与校园暴力，对自身外貌缺乏信心。据其自述，说唱音乐使其找到了自我定位。在高中二年级时，赵子彧选择辍学，先后从事过多种工作，包括理发学徒（期间曾遭遇欺骗）、快递员、餐厅帮工及加油站员工等。他将被克扣工资等经历视为早期的“社会第一课”。
在河北工作期间，赵子彧用八至九个月积蓄购置音乐设备，试图创作作品。然而一次系统重装导致十余首歌曲素材遗失，他称旋律仍留存在记忆中。2025年4月，赵子彧迁居成都。
2025年6月，赵子彧发布说唱歌曲《莫愁乡》。此歌曲引起反响，短时间内在各大平台播放量破千万，并登上各大音乐平台排行榜榜首。至2025年7月，《莫愁乡》的播放量已经超过1亿，点赞达数百万。
在稍早的4月，赵子彧发布作品《焦作》。7月20日，赵子彧在社交媒体发布道歉信，将此曲更名为《漂泊》，并修改部分歌词。